# Линяно Сабиадоро
Линя̀но Сабиадо̀ро (на италиански: Lignano Sabbiadoro; на фриулски: Lignan, Линян) е морско курортно и пристанищно градче и община в Северна Италия, провинция Удине, автономен регион Фриули-Венеция Джулия. Разположено е на брега на Адриатическо море. Населението на общината е 6813 души (към 2010 г.).